# Merhynchites tricarinatus
Merhynchites tricarinatus là một loài bọ cánh cứng trong họ Rhynchitidae. Loài này được Green miêu tả khoa học năm 1920.